# Франкенштейн (DC Comics)
Франкенштейн (англ. Frankenstein) — вымышленный персонаж, появляющийся в американских комиксах издательства DC Comics. Он основан на персонаже чудовище Франкенштейна, созданном Мэри Шелли.
Роль Эрика Франкенштейна во Вселенной DC исполняет Дэвид Харбор, начиная с мультсериала «Монстры-коммандос».

## История публикации
Франкенштейн, основанный на знаменитом персонаже из романа Мэри Шелли «Франкенштейн, или Современный Прометей» (1818), был создан Эдмондом Гамильтоном и Бобом Кейном для Detective Comics #135 в 1948 году.
Более поздняя переработка персонажа была сделана Леном Уином как концепция для Spawn of Frankenstein. Монстр попал в плен к графу Дракуле. Они часто сражались против Супермена, Бэтмена или Призрачного Скитальца. Он появлялся в The Phantom Stranger (том 2) #23-30 (февраль 1973—май 1974), Action Comics #531 (май 1982) и The Young All-Stars #18-19 (ноябрь—декабрь 1988).
Третий монстр Франкенштейна появляется в Superman #344 (февраль 1980) вместе с графом Дракулой. Оба они появляются из «Мира кошмаров» и сражаются с Суперменом, Призрачным Скитальцем и Кассандрой Крафт.
Последняя версия Франкенштейна была создана Грантом Моррисоном и Дагом Манки в 2005 году и она стала похожа на Дока Франкенштейна. Он один из Семи солдат и очень похож на существо, роль которого исполнял Борис Карлофф в фильме 1931 года режиссёра Джеймса Уэйла.

## Биография персонажа
Франкенштейн — это тело нежити, состоящее из частей нескольких трупов, сшитых вместе, которое было создано Виктором Франкенштейном где-то в 19 веке. Считалось, что он погиб в Арктике, когда провалился под лёд, но он выжил и доплыл до Америки, пережив «много приключений». Он был воскрешён Виктором Адамом. Франкенштейн поклялся отомстить Адаму за то, что тот вернул его к жизни, и он успешно убивает его, но при этом случайно он ввёл в кому жену доктора Тринадцати Марию. В частности, Франкенштейн стал частым врагом Мельмота, которого он называл директором манежа Цирка Личинок. В решающей битве в 1870 году Франкенштейн столкнулся лицом к лицу с Мельмотом и помешал ему уничтожить город, населённый личинками-гоминидами. Битва произошла в движущемся поезде, который во время конфликта сошёл с рельсов, и судьба Франкенштейна была неизвестна.
В 2005 году старшеклассник, которого все остальные дети называют «Уродоголовым», приобретает телепатические способности благодаря контакту с Шидой, которые он использует, чтобы мучить своих сверстников. На выпускном вечере ставшие послушными ученики были убиты личинками-гоминидами Шида. Это приводит к возвращению Франкенштейна, который выжил в состоянии спячки под городом, и он быстро расправляется с личинками-гоминидами и мальчиком, прежде чем сжечь школу дотла, чтобы скрыть тела. После этого Франкенштейн выслеживает Мельмота и отправляется на Марс через «Врата Эрделя» (отсылка к доктору Солу Эрделю, учёному, который первым доставил Марсианского Охотника на Землю). На Марсе Франкенштейн снова сталкивается с Мельмотом. Франкенштейн освобождает детей, которых Мельмот поработил для работы на своих золотых приисках, и скармливает Мельмота плотоядным, похожим на богомолов лошадям с Марса. Перед тем как его поглотили, Мельмот рассказывает, что не молния вернула монстра к жизни, а несколько капель его собственной бессмертной крови, проданных создателю Франкенштейна, которые до сих пор текут по венам Франкенштейна.
В третьем выпуске серии Франкенштейн встречает старую знакомую, очень похожую на «Невесту» из фильма Джеймса Уэйла «Невеста Франкенштейна», хотя и с двумя дополнительными руками, которые ей пересадил Красный Свами, суперзлодей, который промыл ей мозги, заставив думать, что она является реинкарнацией богини-убийцы. Теперь она является агентом Управления сверхлюдей по обороне (S.H.A.D.E.), секретного правительственного агентства, которое также временно вербует Франкенштейна. Об их предыдущих отношениях она говорит: «Ничего личного, но ты никогда не был в моём вкусе».
В последнем выпуске он скрывается на корабле времени, который доставляет его в царство Шида в далёком будущем. Там он уничтожает их разрушающий миры флот, убивает рулевого яхты времени королевы Шиды и угоняет её корабль в настоящее время. Однако, оказавшись в настоящем, Мальчик-Колдун Кларион с помощью ведьминого клейма получает контроль над Франкенштейном и заставляет его перенести замок обратно в будущее.
Он ненадолго появляется в Бесконечном Кризисе #7, действие которого происходит через неделю после выхода мини-серии Frankenstein. В комиксе можно заметить, как он сражается с генералом Уэйдом Эйлингом. Франкенштейн вооружён мечом длиной в три фута, который, как он утверждает, когда-то принадлежал Архангелу Михаилу, и большим антикварным пистолетом, который он называет своим «паровым ружьём».
Персонаж по имени Юный Франкенштейн появился в Юных Титанах в качестве члена команды во время «Потерянного года» из 52. Юный Франкенштейн, по-видимому, был убит Чёрным Адамом во время Третьей мировой войны, но на самом деле выжил.
Франкенштейн и S.H.A.D.E. появляются в Final Crisis#3, также написанном Грантом Моррисоном. Он снова появляется двумя выпусками позже, возглавляя отряд супергероев, сражающихся с силами Дарксайда, которых возглавляет Калибак. В последнем выпуске также можно увидеть, как он сражается в последней битве человечества, пока Супермен не запускает Чудо-машину. Франкенштейн невосприимчив к оружию Дарксайда, Уравнению Анти-Жизни, потому что он уже мёртв.
Франкенштейн противостоит Соломону Гранди в текущей ограниченной серии комиксов о Гранди, и ещё раз в Blackest Night. Гранди, превратившись в Чёрного Фонаря, вырывает сердце Франкенштейна. Благодаря тому, что у Франкенштейна в груди есть ещё одно такое же, он выживает в этой атаке.
Версия персонажа появляется в спин-оффе комикса 2011 года Flashpoint. Серия из трёх выпусков получила название Flashpoint: Frankenstein & the Creatures of the Unknown.
В рамках The New 52 (перезапуска вселенной DC Comics 2011 года) был выпущен новая серия комиксов Frankenstein, Agent of S.H.A.D.E., основанная на версии Франкенштейна из Семи Солдат. Изначально она была написана Джеффом Лемиром и нарисована Альберто Понтичелли. Мэтт Киндт заменил Лемира в выпуске #10 и продолжал публиковать книгу до тех пор, пока она не была отменена после выпуска #16. Позже персонаж присоединяется к Тёмной Лиге Справедливости.
В следующий раз этот персонаж появился в семи выпусках New 52 Batman and Robin и DC Rebirth Superman, которых написал Питер Томаси и нарисовал Патрик Глисон. Позже, в 2018 году, Семь Солдат ненадолго воссоединяются в Sideways, а затем в 2019 году Франкенштейн формирует команду из других монстров, чтобы снова остановить Мельмота в Gotham City Monsters.

## Силы и способности
Франкенштейн — это нежить, состоящая из различных частей тела, взятых из десятков различных источников.
Франкенштейн обладает сверхчеловеческой силой, не нуждается в еде или сне и функционально бессмертен. У него есть мысленный доступ к базе данных S.H.A.D.E. с помощью хирургического имплантата.
Из-за своей природы нежити Франкенштейн может заменять повреждённые или отсутствующие конечности трансплантатами, взятыми у людей схожего телосложения, и адаптировать их к своей уникальной физиологии.

## Другие версии

### Земля-276
Вариант Франкенштейна происходит с Земли-276 и является членом Лиги монстров Зла наряду с графом Дракулой, Человеком-волком и Мумией.

### Flashpoint
В альтернативной линии времени Flashpoint Франкенштейн был пробуждён во время Второй мировой войны и он нападает на нацистских солдат, чтобы спасти лейтенанта Мэттью Шрива. Позже «проект М» приглашает Франкенштейна присоединиться к отряду Монстров-коммандос. Возглавив рейд с отрядом Монстров-коммандос, Франкенштейн лично убил Адольфа Гитлера. Однако после окончания Второй мировой войны правительственные службы Роберта Крейна сочли «проект М» устаревшим. Франкенштейн отказывается подчиняться, но G.I. Робот усмиряет его и помещает в анабиоз. Позже Франкенштейн и Монстры-коммандос оживают, сбегают из своей тюрьмы и обнаруживают, что их разбудили более 65 лет спустя. Франкенштейн и Монстры-коммандос отправляются в Готэм-Сити, где, возможно, живёт доктор Мазурски, и верят, что он жив. Монстры-коммандос нашли хижину доктора Мазурски; они обнаруживают, что доктор Мазурски переехал в Румынию, и в конце концов Монстры-коммандос попадают в засаду, устроенную внучкой Мэттью Шрива Мирандой и группой солдат. Франкенштейн атакует солдат, но G.I. Робот вновь усмиряет его. Монстры-коммандос спасли Франкенштейна, разорвав G.I. Робота на части. Во время атак, Монстров-коммандос спасает Невеста Франкенштейна, которая, как выясняется, жива. Невеста объясняет своему мужу, что она работает агентом S.H.A.D.E. Позже Франкенштейн и Монстры-коммандос отправляются в Румынию вместе с Мирандой, которой манипулировал генерал Сэм Лэйн, который, как выясняется, действительно несёт ответственность за гибель семьи Миранды. Они прибывают в Румынию, где находят маленькую деревушку, населённую монстрами. Затем на деревню нападает гигантский G.I. Робот. После того, как они уничтожили G.I. Робота, Франкенштейн, Невеста и Миранда уходят из Монстров-коммандос и принимают участие в войне Атлантов и Амазонок.

## Вне комиксов

### Телевидение
- Франкенштейн появляется в эпизоде «Супер друзья встречают Франкенштейна» из мультсериала «Величайшие супер друзья мира». Эта версия была создана доктором Франкенштейном, праправнуком Виктора Франкенштейна.
- Франкенштейн появляется в мультсериале «Юные титаны, вперёд!».
- Эрик Франкенштейн появляется в мультсериале HBO Max / Вселенной DC «Монстры-коммандос»[23][24], где его озвучивает Дэвид Харбор[25][26].

### Видеоигры
- Франкенштейн появляется в качестве игрового персонажа в Lego Batman 3: Beyond Gotham, где его озвучивает Фред Таташор.
- Франкенштейн появляется в качестве разблокируемого игрового персонажа в Lego DC Super-Villains.

## Коллекционные издания
| Название                                                      | Коллекционный материал | Дата публикации | ISBN           |
| ------------------------------------------------------------- | --- | --------------- | -------------- |
| Showcase Presents: Phantom Stranger Vol. 2                    | Frankenstein stories from Phantom Stranger (том 2) #22-30 и Phantom Stranger (том 2) #22-41, DC Super-Stars #18, House of Secrets #150, Justice League of America #103, The Brave and the Bold #89, 98 | март 2008       | 978-1401217228 |
| Seven Soldiers of Victory Vol. 3                              | Seven Soldiers: Frankenstein #1 и Seven Soldiers: Mister Miracle #1-2, Seven Soldiers: Zatanna #4, Seven Soldiers: Klarion the Witchboy #4, Seven Soldiers: Bulleteer #1-2                             | август 2006     | 978-1401209766 |
| Seven Soldiers of Victory Vol. 4                              | Seven Soldiers: Frankenstein #2-4 и Seven Soldiers: Mister Miracle #3-4, Seven Soldiers: Bulleteer #3-4, и Seven Soldiers of Victory #1.                                                               | январь 2007     | 978-1401209773 |
| Seven Soldiers of Victory: Book Two                           | Seven Soldiers: Frankenstein #1-4 и Seven Soldiers: Mister Miracle #1-4, Seven Soldiers: Bulleteer #1-4, Seven Soldiers: Zatanna #4, Seven Soldiers: Klarion #4, Seven Soldiers of Victory #1          | март 2011       | 978-1401229634 |
| Flashpoint: The World of Flashpoint Featuring Green Lantern   | Flashpoint: Frankenstein and the Creatures of the Unknown #1-3 и Flashpoint: Hal Jordan #1-3, Flashpoint: Abin Sur #1-3, Flashpoint: Green Arrow Industries #1.                                        | март 2012       | 978-1401234065 |
| Frankenstein, Agent of S.H.A.D.E. Vol. 1: War of the Monsters | Frankenstein, Agent of S.H.A.D.E. #1-7 | июнь 2012       | 978-1401234713 |
| Frankenstein, Agent of S.H.A.D.E. Vol. 2: Secrets of the Dead | Frankenstein, Agent of S.H.A.D.E. #0, 8-16 | апрель 2013     | 978-1401238186 |

## Комментарии
1. ↑  Как показано в Infinite Halloween Special и Countdown to Mystery #2. DC Comics.